# Club Deportivo 33

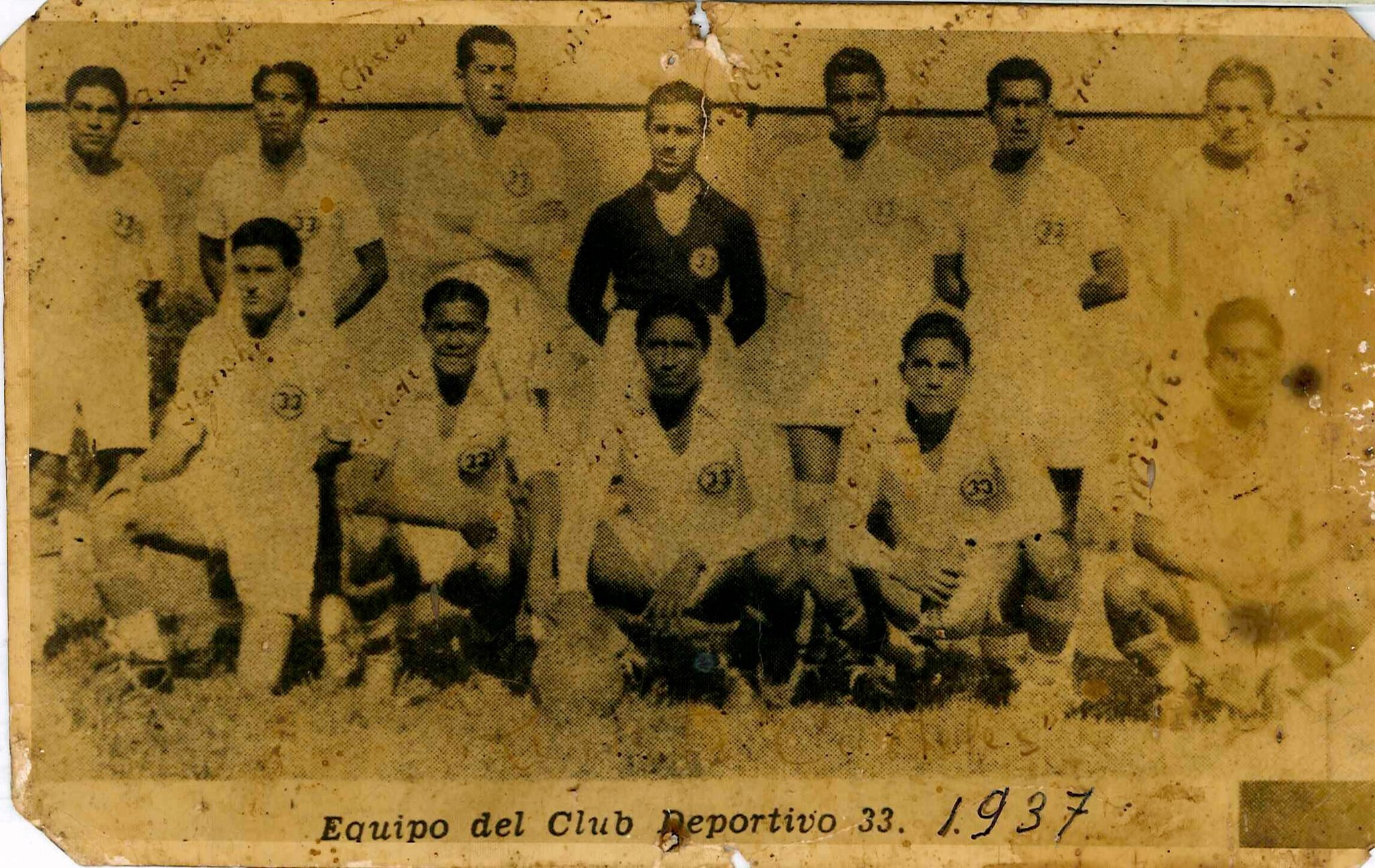
El equipo de la temporada de 1937.

El Club Deportivo 33 o D. C. 33 fue un equipo de fútbol de El Salvador que alguna vez jugó en la Primera División de El Salvador, la liga de fútbol más importante del país.

## Historia
Fue fundado el 25 de febrero de 1933 en la capital San Salvador y su nombre se debe al año de nacimiento del club.
El club fue uno de los equipo más dominantes de El Salvador en la década de los años 1930s, incluyendo tres títulos de liga de manera consecutiva hasta 1939.
El club desapareció en agosto de 1940 luego de que se decidiera cambiar el nombre del club a Atlético España y el C. D. 33 dejó de existir.

## Palmarés
- Primera División de El Salvador: 3

1937, 1938, 1939

## Jugadores

### Jugadores destacados
- Armando Chanco (1936–38)
- Kiko López
- Santiago Chicas (1936–1939)
- Aquilino Rosales